# À la poursuite du diamant vert
Pour les articles homonymes, voir Diamant (homonymie).
Série
Le Diamant du Nil
(1985)
Pour plus de détails, voir Fiche technique et Distribution.
À la poursuite du diamant vert (Romancing the Stone) est un film d'aventures américain réalisé par Robert Zemeckis, sorti en 1984.
À sa sortie, le film reçoit des critiques globalement positives et est un succès commercial. Une suite, Le Diamant du Nil, sort en 1985.
C’est grâce au succès de ce film que Zemeckis a pu réaliser Retour vers le futur.

## Synopsis
La romancière Joan Wilder doit rapporter à sa sœur, kidnappée en Colombie, une carte que lui a expédiée le mari de cette dernière peu avant qu'il soit retrouvé mort. Le point de rendez-vous se trouve à Carthagène des Indes, mais elle se trompe d'autobus à l'aéroport.
L'autobus a un accident sur une petite route de montagne. Alors qu'elle attend du secours au bord de la route, elle est braquée par un étrange policier. Elle est tirée d'affaire par un aventurier nommé Jack Colton, qui se trouve là par hasard. Elle l'engage pour qu'il la conduise jusqu'à un téléphone. Se rendant compte qu'ils sont poursuivis par l'étrange policier, qui s'est adjoint l'aide de militaires, ils fuient à travers la forêt vierge. En chemin, Jack comprend que la carte indique l'emplacement d'un trésor, ce qui explique l'acharnement de leurs poursuivants.
Au terme de péripéties, ils atteignent une petite ville, où Joan peut enfin téléphoner aux ravisseurs de sa sœur. Leur engagement étant rempli, Joan et Jack devraient se séparer, mais ils se sont attachés l'un à l'autre. Ils décident alors de partir ensemble à la recherche du trésor qui s'avérera être un diamant vert.

## Fiche technique
Sauf indication contraire, les informations mentionnées dans cette section peuvent être confirmées par la base de données cinématographiques IMDb,  présente dans la section « Liens externes ».
- Titre francophone : À la poursuite du diamant vert
- Titre original : Romancing the Stone
- Réalisation : Robert Zemeckis
- Scénario : Diane Thomas, avec les participations non créditées de Lem Dobbs, Howard Franklin et Treva Silverman
- Musique : Alan Silvestri
- Direction artistique : Agustín Ituarte
- Décors : Lawrence G. Paull
- Costumes : Marilyn Vance
- Photographie : Dean Cundey
- Montage : Donn Cambern et Frank Morriss
- Production : Michael Douglas, Joel Douglas (coproducteur) et Jack Brodsky (coproducteur)
- Sociétés de production : 20th Century Fox, SLM Production Group et El Corazon Producciones
- Société de distribution : Twentieth Century Fox Film Corporation
- Budget : 10 millions $[2]
- Pays de production :  États-Unis
- Langue originale : anglais, espagnol
- Format : couleur – 2,35:1 (CinemaScope) — 35 mm — Son Dolby
- Durée : 105 minutes
- Genre : comédie, aventure
- Dates de sortie[3] :
  - États-Unis : 30 mars 1984
  - France : 4 juillet 1984

## Distribution
- Michael Douglas (VF : Érik Colin[4]) : Jack T. Colton
- Kathleen Turner (VF : Anne Jolivet[4]) : Joan Wilder
- Danny DeVito (VF : Jacques Marin[4]) : Ralph
- Zack Norman (VF : Jean Lagache) : Ira (Charles en VF)
- Alfonso Arau (VF : Gérard Hernandez[4]) : Juan
- Manuel Ojeda (VF : Albert Médina) : colonel Zolo
- Holland Taylor (VF : Julia Dancourt[4]) : Gloria
- Mary Ellen Trainor (VF : Martine Messager[4]) : Elaine Wilder
- Ted White (VF : Michel Barbey[4]) : Grogan
- Eve Smith : Mme Irwin
- Joe Nesnow : Super
- José Chávez : Santos
- Camillo García : le conducteur du bus
- Kymberly Herrin : Angelina
- William H. Burton Jr. : Jessie

## Production

### Genèse du projet
Diane Thomas travaillait comme serveuse quand elle a rencontré Michael Douglas qui mangeait dans le restaurant. Elle lui soumit alors l'idée du script, qui lui plut tellement qu'il décida lui-même de produire le film. Par la suite, Michael Douglas offrit une Porsche à Diane Thomas, qui se tua peu de temps après à son bord, lorsque son petit ami (ivre au volant) fit une sortie de route. Elle avait 39 ans.

### Tournage
Le tournage a principalement lieu au Mexique, notamment dans l’État de Veracruz (Veracruz et Xalapa), à Mexico. Certaines scènes sont également tournées aux États-Unis (New York, Saint George, Parc national de Zion).
Kathleen Turner a dû subir une intervention chirurgicale à cause d'un éboulement de terrain provoqué par des pluies torrentielles.

## Box-office
Le film a totalisé 116 572 238 de dollars de recettes mondiales pour un budget de 10 millions de dollars, dont 86 572 238 de dollars aux États-Unis. En France, le film a fait 3 157 966 entrées, dont 916 250 à Paris.

## Distinctions
(en) Récompenses pour À la poursuite du diamant vert sur l’Internet Movie Database

### Récompenses
- Los Angeles Film Critics Association Awards 1984 : meilleure actrice pour Kathleen Turner (également pour Les Jours et les nuits de China Blue)
- Golden Globes 1985 : meilleur film musical ou comédie, meilleure actrice dans un film musical ou une comédie pour Kathleen Turner
- Golden Reel Awards 1985 : meilleur montage sonore

### Nominations
- Oscars 1985 : meilleur montage pour Frank Morriss et Donn Cambern
- Eddie Awards 1985 : meilleur montage pour Frank Morriss et Donn Cambern
- National Society of Film Critics Awards 1985 : meilleure actrice pour Kathleen Turner
- Writers Guild of America Awards 1985 : meilleur scénario original pour Diane Thomas

## Suite
Le film donne lieu à une suite qui sortit l'année suivante : Le Diamant du Nil (The Jewel of the Nile). Michael Douglas, Kathleen Turner et Danny DeVito reprennent leur rôle, réalisé par Lewis Teague. L'histoire se déroule six mois après les événements d'À la poursuite du diamant vert.